# Közép-tibeti nyelv
A közép-tibeti nyelv, más néven dbus, ü vagy ü-cangi nyelvjárás, a legszéleskörűbben beszélt tibeti nyelv, amely a szabvány tibeti alapja. A többi tibeti nyelvet a közép-tibetihez képest szokták nevezni, déli-, keleti- és nyugati-tibeti nyelvjárásoknak.
A dbus és az ü nyelvjárások ugyanarra vonatkoznak. A dbus a tibeti དབུས་ átirata, míg az ü ugyanennek a szónak a kiejtése lhászai nyelvjárásban. Tehát, amit tibetiül úgy betűznek, hogy dbus, úgy ejtik, hogy ü. Mindkét nevet a lhászai „presztízs dialektusra” használják. A közép-tibeti három nyelvjárási csoportra osztható: ngari nyelvjárás a Brahmaputra forrásvidékén, cang nyelvjárás Sigace és Tasilhunpo vidékén, illetve ü, amelyen belül a lhászai az államigazgatás és a kereskedelem nyelve is egyben.
Több kölcsönösen érthető közép-tibeti dialektus létezik a lhászai mellett, főleg a nepáli határ közelében fekvő területeken:
területek: Limi (Limirong), Dolpo (Dolkha), Musztang (Lova, Loka), Humla, Nubri, Lomi, Drogpai Gola, Olangcsung Gola (valungge/halungge)
nyelvek: ceku, baszum, mugum,
Az Ethnologue nyelvkatalógus jelentése szerint a valungge nyelvet rendkívül jól értik a közép-tibeti nyelvet beszélők. A Glottolog adatbázis szerint a közép-tibeti nem számít külön nyelvnek.